# Інтеїни

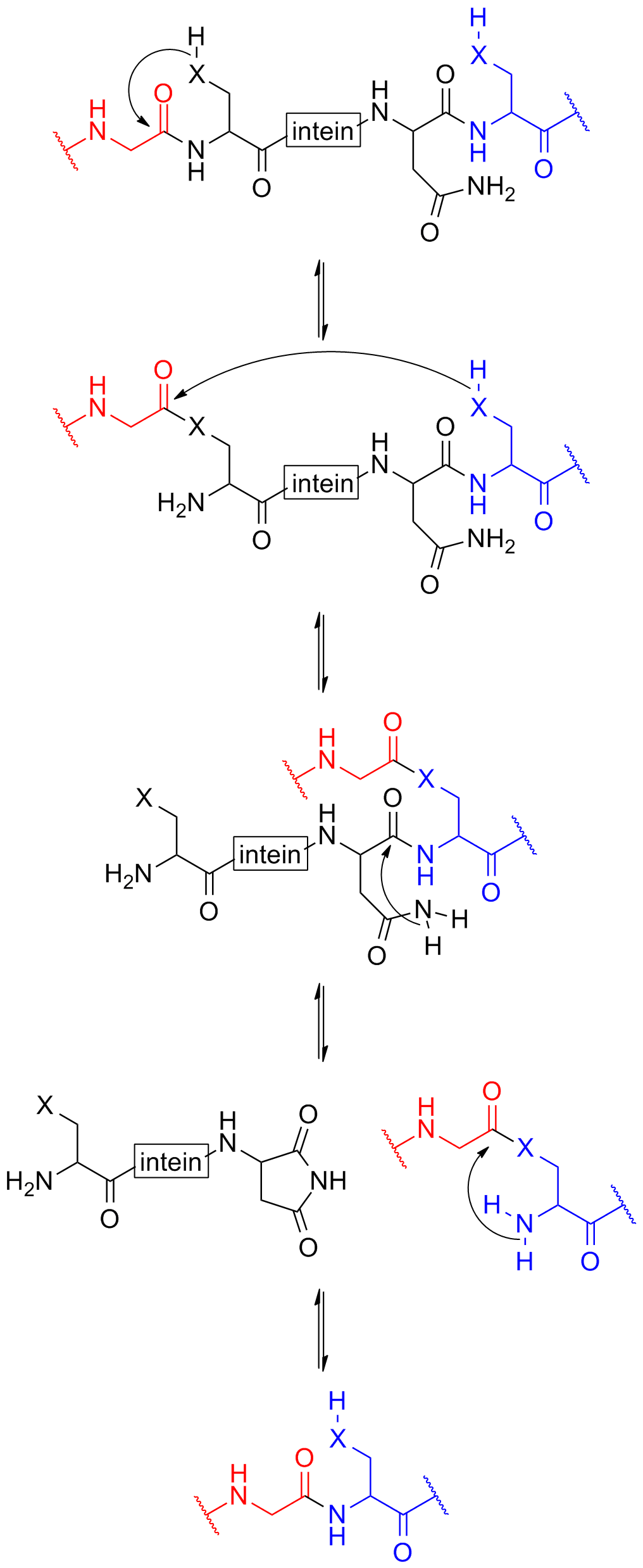
Механізм білкового сплайсингу за участю інтеїнів. На схемі N-кінцевий екстеїн показано червоним, С-кінцевий екстеїн синім, інтеїн — чорним. X може бути атомом кисню або сірки.

Інтеїни — фрагменти поліпептидного ланцюга білків що беруть активну участь у так званому білковому сплайсингу. Під час білкового сплайсингу інтеїни «вирізають» себе, зшиваючи фрагменти поліпептидного ланцюга, що утворились (екстеїни), між собою. Інтеїни також називають білковими інтронами.